# Bistum Acqui
Das Bistum Acqui (lateinisch Dioecesis Aquensis, italienisch Diocesi di Acqui) ist ein römisch-katholisches Bistum in Italien mit Sitz in Acqui Terme. Es liegt in den Zivilregionen Piemont und Ligurien. Als Suffraganbistum des Erzbistums Turin gehört es zur Kirchenregion Piemont.

## Geschichte
Es ist sehr wahrscheinlich, dass die Diözese Acqui Ende des 4. Jahrhunderts gegründet wurde, zur gleichen Zeit wie die Diözesen Novara, Turin, Ivrea, Aosta und vermutlich auch Asti und Alba. Der erste sichere Bischof von Acqui ist Ditarius, der – einer 1753 gefundenen Inschrift zufolge – am 25. Januar 488 starb. Die Überlieferung gibt ihm Deusdedit und Andreas Severus Masimus als Vorgänger und nennt darüber hinaus Maiorinus als ersten Bischof von Acqui.
Maiorinus lebte vermutlich entweder am Ende des 4. oder am Anfang des 5. Jahrhunderts, der Name war zu dieser Zeit häufig: Augustinus von Hippo (De Haereses, I, 69) erwähnt zwei Bischöfe dieses Namens, zwei weitere treten als Unterzeichner des Schreibens der Synode von Karthago (416) gegen Pelagius an Papst Innozenz I. auf (Ep. St. Aug., II, 90). Bis zur Entscheidung der Heiligen Ritenkongregation (8. April 1628), die die Verehrung von Personen untersagte, die vom Vatikan nicht heiliggesprochen wurden, war Maiorinus der Lokalheilige von Acqui.
Die Kathedrale Nostra Signora Assunta wurde ab 1034 erbaut und am 11. November 1067 von Bischof Guido geweiht.

## Struktur
Die Diözese umfasst 1683 km² und ist in 115 Pfarreien aufgeteilt, die meisten davon liegen im Piemont. Die Pfarreien sind:

### Ligurien

#### Metropolitanstadt Genua
Campo LigureNatività di Maria Vergine
MasoneCristo Re e Nostra Signora Assunta
RossiglioneNostra Signora Assunta und S. Caterina Vergine e Martire
TiglietoNostra Signora Assunta

#### Provinz Savona
AltareS. Eugenio
Cairo MontenotteS. Andrea Apostolo, S. Lorenzo Martire, Cristo Re und S. Giuseppe
CarcareS. Giovanni Battista und :Cuore Immacolato di Maria
DegoS. Ambrogio
MiogliaS. Andrea Apostolo
PontinvreaS. Lorenzo Martire
SasselloS. Croce e S.Maria Maddalena

### Piemont
| Acqui TermeCristo Redentore, Madonna Pellegrina, Nostra Signora Assunta, Nostra Signora della Neve, S. Francesco und Beata Vergine delle Grazie Alice Bel ColleS. Giovanni Battista Belforte MonferratoNatività di Maria Vergine e San Colombano BergamascoNatività di Maria Vergine BistagnoS. Giovanni Battista CarpenetoS. Giorgio Martire CartosioS. Andrea Apostolo Casaleggio BoiroS. Martino CassineS. Caterina di Alessandria CassinelleS. Margherita CavatoreS. Lorenzo Martire CremolinoNostra Signora del Carmine DeniceS. Lorenzo Martire GrognardoS. Andrea Apostolo LermaS. Giovanni Battista MelazzoS. Bartolomeo Apostolo MolareNostra Signora della Pieve und Nostra Signora delle Rocche MorsascoS. Bartolomeo Apostolo Orsara BormidaS. Martino OvadaNostra Signora Assunta und Nostra Signora della Neve PontiNostra Signora Assunta PonzoneS. Bernardo (Ciglione) Rocca GrimaldaS. Giacomo Maggiore San CristoforoS. Cristoforo SezzadioMaria Immacolata Spigno MonferratoS. Ambrogio TrisobbioNostra Signora Assunta | BrunoNostra Signora Annunziata BubbioNostra Signora Assunta CalamandranaMaria Immacolata CanelliS. Leonardo CassinascoS. Ilario di Poitiers Castel BoglioneS. Cuore di Gesù e Nostra Signora Assunta Castel RoccheroS. Andrea Apostolo Castelletto MolinaS. Bartolomeo Apostolo Castelnuovo BelboS. Biagio CessoleNostra Signora Assunta FontanileS. Giovanni Battista Incisa ScapaccinoS. Giovanni Battista LoazzoloS. Antonio Abate MaranzanaS. Giovanni Battista MombaruzzoS. Maria Maddalena, Nostra Signora Addolorata und Cuore Immacolato di Maria Monastero BormidaS. Giulia MontaboneS. Antonio Abate Nizza MonferratoS. Giovanni Lanero und S. Ippolito QuarantiS. Lorenzo Martire RoccaveranoMaria SS. Annunziata und S. Girolamo Rocchetta PalafeaS. Evasio San Giorgio ScarampiS. Giorgio Martire San Marzano OlivetoS. Marziano SeroleS. Lorenzo Martire SessameS. Giorgio Martire VesimeNostra Signora Assunta e S. Martino Vescovo |